# Eparchie pesočenská
Eparchie Pesočňa je eparchie ruské pravoslavné církve nacházející se v Rusku.

## Území a titul biskupa
Zahrnuje správní hranice území Barjatinského, Iznoskovského, Kirovského, Kujbyševského, Mosalského, Spas-Děmenského a Juchnovského rajónu Kalužské oblasti.
Eparchiálnímu biskupovi náleží titul biskup pesočenský a juchnovský.

## Historie
Eparchie byla zřízena rozhodnutím Svatého synodu dne 2. října 2013 oddělením území z kalužské eparchie. Eparchiálním sídlem se stalo město Kirov, které se do roku 1936 nazývalo Pesočňa. Stala se součástí nově vzniklé kalužské metropole. 
Prvním eparchiálním biskupem se stal arcibiskup vologdský a velikousťugský Maximilian (Lazarenko).

## Seznam biskupů
- 2013–2014 Kliment (Kapalin), dočasný administrátor
- od 2014 Maximilian (Lazarenko)